# Pakistan Occidental
Pakistan Occidental va ser el nom popular ―i el nom oficial (entre 1955 i 1970)― de la part oest del Domini del Pakistan fins a 1971, data en la qual Pakistan Oriental va esdevenir independent i va adoptar el nom de Bangladesh.
La part oriental del país, la província única de Bengala Oriental (inclòs el districte de Sylhet en Assam), malgrat tenir més de la meitat de la població del Pakistan, tenia un nombre desproporcionadament petit d'escons en l'Assemblea Constituent. Es creu que aquesta desigualtat entre les dues parts del país i la distància geogràfica entre ells va ser cosa que va provocar l'adopció d'una nova constitució. Per disminuir les diferències entre les dues regions, el 22 de novembre de 1954 el govern va decidir reorganitzar el país en dues províncies diferents dins de la política «Una Unitat» anunciada pel primer ministre Chaudhry Muhammad Ali.

## Història
Pakistan Occidental fou creat el 14 d'octubre de 1955 per la fusió de diverses províncies, estats i zones tribals índies. La província es componia de dotze divisions, i la seva capital es va establir a Lahore. La província índia de Bengala Oriental va passar a denominar-se Pakistan Oriental, amb capital a Dhaka. El govern federal es va traslladar el 1959 des de Karachi a Rāwalpindi (capital provisional fins que Islamabad, nova capital encara en construcció en aquest moment, estigués acabada), mentre que el legislador federal es va traslladar a Dhaka.
Pakistan Occidental va formar un aparent bloqueig homogeni però amb marcades diferències lingüístiques i ètniques i la política d'una sola unitat va ser considerada com una reforma racional administrativa que reduiria les despeses i eliminar els prejudicis de la província. No obstant això, amb el cop militar de 1958, els problemes es van agreujar a la província quan el càrrec de cap de govern va ser abolit i el President es va fer càrrec dels poders executius del Pakistan Occidental. El juliol de 1970, el president Yahya Khan va dissoldre la província del Pakistan Occidental.
En les eleccions generals celebrades al desembre de 1970, la Lliga Awami (liderada per Mujibur Rahman) va guanyar una majoria absoluta d'escons al parlament (tots menys 2 dels 162 escons assignats al Pakistan Oriental). La Lliga Awami va advocar per una major autonomia per al Pakistan Oriental, però el govern militar no va permetre que Mujibur Rahman formés un govern.
El 25 de març de 1971, Pakistan Occidental va començar una guerra civil per sotmetre a la victòria democràtica dels pakistanesos orientals. Així va començar la guerra entre l'exèrcit pakistanès i la Mukhti Bahini. La crisi dels refugiats resultant va conduir a la intervenció de l'Índia, fet que va conduir a la rendició de l'exèrcit pakistanès. El Pakistan Oriental va patir un genocidi de la seva població bengalí. Pakistan Oriental es va convertir en l'estat independent de Bangladesh el 16 de desembre de 1971, i així el terme Pakistan Occidental es va convertir en redundant.

## Divisió territorial
Aquesta part oest ―políticament dominant― es componia de:
- tres províncies governamentals:
  - Frontera Nord-occidental,
  - Panjab Occidental
  - Sind
- la Província Comissionada del Balutxistan,
- la Unió d'Estats del Balutxistan,
- diversos estats principescos:
  - Bahawalpur,
  - Chitral,
  - Dir,
  - Hunza,
  - Khairpur i
  - Swat,
- el Territori de la Capital Federal (al voltant de Karachi) i
- les Àrees Tribals.[1]

## Govern
El lloc de governador del Pakistan Occidental era una posició en gran manera cerimonial, però més tard els governadors van començar a exercir alguns poders executius. El primer governador va ser Mushtaq Ahmed Gurmani, qui també seria l'últim governador del Panjab Occidental.
El cap de Govern del Pakistan Occidental era el director executiu de la província i el líder del partit majoritari en l'assemblea provincial. El primer va ser el primer ministre Khan Sahib, que havia servit dues vegades com a ministre en cap de la Khyber Pakhtunkhwa abans de la independència. L'oficina del cap de govern fou abolida l'1 de juliol de 1970, quan el president Yahya Khan es va fer càrrec de l'administració del Pakistan Occidental.
Les dotze divisions de la província del Pakistan Occidental eren
- Bahawalpur
- Dera Ismail Khan
- Hyderabad
- Kalat
- Khairpur
- Lahore
- Malakand
- Multan
- Peshawar
- Quetta
- Rāwalpindi i
- Sargodha

Les capitals de totes aquestes divisions portaven el mateix nom, excepte la capital de Malakand (Saidu), i la de Rāwalpindi (Islamabad). La província també incorpora l'antic enclavament omanita de Gwadar, després de la seva compra en 1958, i l'antiga capital federal (Karachi) en 1961, aquesta última com a formació d'una nova divisió en el seu propi dret.